# Troisième district congressionnel du Nebraska
Le 3e district du Congrès du Nebraska est un district de l'État américain du Nebraska qui englobe ses trois quarts occidentaux ; c'est l'un des plus grands districts non désignés du pays, couvrant près de 65 000 miles carrés (170 000 km2), deux fuseaux horaires et 68 comtés. Il comprend Grand Island, Kearney, Hastings, North Platte, Alliance et Scottsbluff. De plus, il englobe la région des Sandhills et une grande majorité de la Rivière Platte. Avec un indice de vote CPVI de R+29, c'est le district le plus républicain du Nebraska, un État avec une délégation entièrement républicaine.

## Histoire
Le Nebraska compte au moins trois districts au Congrès depuis 1883. La configuration actuelle du district date de 1963, lorsque le Nebraska a perdu un siège à la suite du recensement des États-Unis de 1960. À cette époque, la plupart des anciens 3e et 4e districts furent fusionnés pour former le nouveau 3e district. C'est l'une des circonscriptions les plus républicaines du pays, puisque les démocrates n'ont failli la remporter que trois fois selon le tirage au sort actuel, en 1974, 1990 et 2006, toutes les années où le Président sortant ne se présentait pas à la réélection.
Les candidats républicains à la présidence et au poste de gouverneur remportent régulièrement la circonscription avec des marges de 40 % ou plus, tandis que Franklin D. Roosevelt en 1936 fut le dernier candidat démocrate à la présidentielle à remporter la majorité dans les limites actuelles de la circonscription. À l'exception du comté historiquement démocratique de Saline à la limite est du district, du comté de Thurston qui n'a emménagé dans le district qu'en 2023 et du comté de Dakota qui ne fait partie du district que depuis 2013, le dernier démocrate à avoir porté un comté du district au niveau présidentiel était Jimmy Carter en 1976. Bien que l'assemblée législative du Nebraska soit élue sur une base non partisane, tous les membres, sauf deux, représentant des parties importantes du district sont connus pour être républicains. Avec un indice CPVI de R+29, c'est le district du Congrès le plus Républicain en dehors des Appalaches. Parce que le Nebraska attribue un vote au collège électoral de chaque district, il s'agit de la circonscription la plus républicaine du collège électoral. L'actuel représentant du district est le Républicain Adrian Smith

## Historique de vote
| Année | Poste      | Résultats                     |
| ----- | ---------- | ----------------------------- |
| 1992  | Président  | George H. W. Bush 50 % – 24 % |
| 1996  | Président  | Dole 59,0 % – 29,0 %          |
| 2000  | Président  | Bush 71,0 % – 25,0 %          |
| 2004  | Président  | Bush 75,0 % – 24,0 %          |
| 2008  | Président  | McCain 69,0 % – 30,0 %        |
| 2012  | Président  | Romney 70,0 % – 28,0 %        |
| 2016  | Président  | Trump 74,0 % – 20,0 %         |
| 2020  | Président  | Trump 75,0 % – 22,0 %         |
| 2022  | Gouverneur | Pillen 75,0 % – 21,0 %        |

## Liste des représentants du district
| Membre                         | Parti       | Années                              | Congrès     | Histoire électorale |
| ------------------------------ | ----------- | ----------------------------------- | ----------- | --- |
| District établi le 4 mars 1883 |             |                                     |             | |
| Edward K. Valentine (en)       | Républicain | 4 mars 1883 - 3 mars 1885           | 48e         | Redécoupage depuis le district at-large et réélu en 1882. Retrait.                                                                                  |
| George W. E. Dorsey (en)       | Républicain | 4 mars 1885 - 3 mars 1891           | 49e - 51e   | Élu en 1884. Réélu en 1886. Réélu en 1888. Perd sa réélection.                                                                                      |
| Omer Madison Kem (en)          | Populiste   | 4 mars 1891 - 3 mars 1893           | 52e         | Élu en 1890. Redécoupage vers le 6e district. |
| George de Rue Meiklejohn (en)  | Républicain | 4 mars 1891 - 3 mars 1893           | 52e         | Élu en 1892. Réélu en 1894. Retrait. |
| Samuel Maxwell (en)            | Populiste   | 4 mars 1897 - 3 mars 1899           | 55e         | Élu en 1896. Retrait. |
| John Seaton Robinson (en)      | Démocrate   | 4 mars 1899 - 3 mars 1903           | 56e         | Élu en 1898. Réélu en 1900. Perd sa réélection. |
| John J McCarthy (en)           | Républicain | 4 mars 1899 - 3 mars 1903           | 56e , 57e   | Élu en 1902. Réélu en 1904. Perd sa renomination.                                                                                                   |
| John Frank Boyd (en)           | Républicain | 4 mars 1907 - 3 mars 1909           | 60e         | Élu en 1906. Perd sa réélection. |
| James P. Latta (en)            | Démocrate   | 4 mars 1909 - 11 septembre 1911     | 61e , 62e   | Élu en 1908. Réélu en 1910. Décès. |
| Vacant                         | Vacant      | 11 septembre 1911 - 7 novembre 1911 | 62e         | |
| Dan V. Stephens (en)           | Démocrate   | 7 novembre 1911 - 3 mars 1919       | 62e - 65e   | Élu pour terminer le mandat de Latta. Réélu en 1912. Réélu en 1914. Réélu en 1916. Perd sa réélection.                                              |
| Robert E. Evans (en)           | Républicain | 4 mars 1919 - 3 mars 1923           | 66e , 67e   | Élu en 1918. Réélu en 1920. Perd sa réélection. |
| Edgar Howard (en)              | Démocrate   | 4 mars 1923 - 3 janvier 1935        | 68e - 73e   | Élu en 1922. Réélu en 1924. Réélu en 1926. Réélu en 1928. Réélu en 1930. Réélu en 1932. Perd sa réélection.                                         |
| Karl Stefan (en)               | Républicain | 3 janvier 1935 - 2 octobre 1951     | 74e - 82e   | Élu en 1934. Réélu en 1936. Réélu en 1938. Réélu en 1940. Réélu en 1942. Réélu en 1944. Réélu en 1946. Réélu en 1948. Réélu en 1950. Décès.         |
| Vacant                         | Vacant      | 2 octobre 1951 - 4 décembre 1951    | 82e         | |
| Robert Dinsmore Harrison (en)  | Républicain | 4 décembre 1951 - 3 janvier 1959    | 82e - 85e   | Élu pour terminer le mandat de Stefan. Réélu en 1952. Réélu en 1954. Réélu en 1956. Perd sa réélection.                                             |
| Lawrence Brock (en)            | Démocrate   | 3 janvier 1959 - 3 janvier 1961     | 86e         | Élu en 1958. Perd sa réélection. |
| Ralph F. Beermann (en)         | Républicain | 3 janvier 1961 - 3 janvier 1963     | 87e         | Élu en 1960. Redécoupage vers le 1er district. |
| David Martin (en)              | Républicain | 3 janvier 1963 - 31 décembre 1974   | 88e - 93e   | Redécoupage depuis le 4e district et réélu en 1962. Réélu en 1966. Réélu en 1968. Réélu en 1970. Réélu en 1972. Retrait et démissionne.             |
| Vacant                         | Vacant      | 31 décembre 1974 - 3 janvier 1975   | 93e         | |
| Virginia Smith (en)            | Républicain | 3 janvier 1975 - 3 janvier 1991     | 94e - 101e  | Élue en 1974. Réélue en 1976. Réélue en 1978. Réélue en 1980. Réélue en 1982. Réélue en 1984. Réélue en 1986. Réélue en 1988. Retrait.              |
| Bill Barrett (en)              | Républicain | 3 janvier 1991 - 3 janvier 2001     | 102e - 106e | Élu en 1990. Réélu en 1992. Réélu en 1994. Réélu en 1996. Réélu en 1998. Retrait.                                                                   |
| Tom Osborne (en)               | Républicain | 3 janvier 2001 - 3 janvier 2007     | 107e - 109e | Élu en 2000. Réélu en 2002. Réélu en 2004. Retrait pour se présenter comme Gouverneur du Nebraska.                                                  |
| Adrian Smith                   | Républicain | 3 janvier 2007 - en cours           | 110e - 119e | Élu en 2006. Réélu en 2008. Réélu en 2010. Réélu en 2012. Réélu en 2014. Réélu en 2016. Réélu en 2018. Réélu en 2020. Réélu en 2022. Réélu en 2024. |

## Résultats des récentes élections
Voici les résultats des dix précédents cycles électoraux dans le district.

## Frontières historiques du district

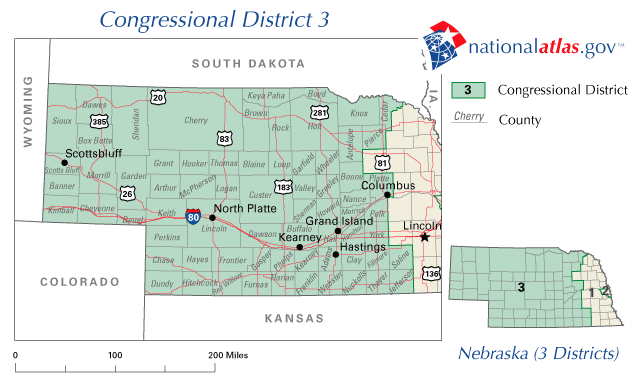
2003 - 2013

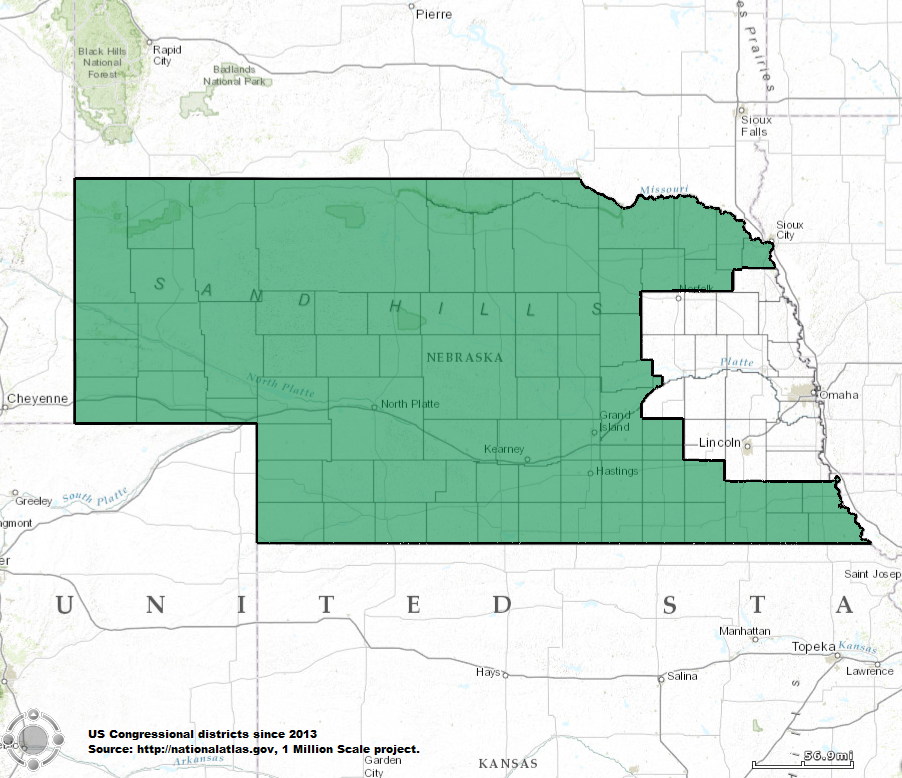
2013 - 2023

### 2004
| Élection de 2004 du 3e district congressionnel du Nebraska | Élection de 2004 du 3e district congressionnel du Nebraska | Élection de 2004 du 3e district congressionnel du Nebraska | Élection de 2004 du 3e district congressionnel du Nebraska | Élection de 2004 du 3e district congressionnel du Nebraska |
| ---------------------------------------------------------- | ---------------------------------------------------------- | ---------------------------------------------------------- | ---------------------------------------------------------- | ---------------------------------------------------------- |
| Parti                                                      | Parti                                                      | Candidat                                                   | Votes                                                      | %                                                          |
|                                                            | Républicain                                                | Tom Osborne (en) (sortant)                                 | 218 751                                                    | 87,5                                                       |
|                                                            | Démocrate                                                  | Donna J. Anderson                                          | 26 434                                                     | 10,5                                                       |
|                                                            | Nebraska                                                   | Joseph A. Rosberg                                          | 3 396                                                      | 1,4                                                        |
|                                                            | Vert                                                       | Roy Guisinger                                              | 1 555                                                      | 0,6                                                        |
| Total des votes                                            | Total des votes                                            | Total des votes                                            | 250 136                                                    | 100 %                                                      |
|                                                            | Les Républicains conservent                                |                                                            |                                                            |                                                            |

### 2006
| Élection de 2006 du 3e district congressionnel du Nebraska | Élection de 2006 du 3e district congressionnel du Nebraska | Élection de 2006 du 3e district congressionnel du Nebraska | Élection de 2006 du 3e district congressionnel du Nebraska | Élection de 2006 du 3e district congressionnel du Nebraska |
| ---------------------------------------------------------- | ---------------------------------------------------------- | ---------------------------------------------------------- | ---------------------------------------------------------- | ---------------------------------------------------------- |
| Parti                                                      | Parti                                                      | Candidat                                                   | Votes                                                      | %                                                          |
|                                                            | Républicain                                                | Adrian Smith                                               | 113 687                                                    | 54,99                                                      |
|                                                            | Démocrate                                                  | Scott Kleeb                                                | 93 046                                                     | 45,01                                                      |
| Total des votes                                            | Total des votes                                            | Total des votes                                            | 206 733                                                    | 100 %                                                      |
|                                                            | Les Républicains conservent                                |                                                            |                                                            |                                                            |

### 2008
| Élection de 2008 du 3e district congressionnel du Nebraska | Élection de 2008 du 3e district congressionnel du Nebraska | Élection de 2008 du 3e district congressionnel du Nebraska | Élection de 2008 du 3e district congressionnel du Nebraska | Élection de 2008 du 3e district congressionnel du Nebraska |
| ---------------------------------------------------------- | ---------------------------------------------------------- | ---------------------------------------------------------- | ---------------------------------------------------------- | ---------------------------------------------------------- |
| Parti                                                      | Parti                                                      | Candidat                                                   | Votes                                                      | %                                                          |
|                                                            | Républicain                                                | Adrian Smith (sortant)                                     | 183 117                                                    | 76,87                                                      |
|                                                            | Démocrate                                                  | Jay C. Stoddard                                            | 55 087                                                     | 23,13                                                      |
| Total des votes                                            | Total des votes                                            | Total des votes                                            | 238 204                                                    | 100 %                                                      |
|                                                            | Les Républicains conservent                                |                                                            |                                                            |                                                            |

### 2010
| Élection de 2010 du 3e district congressionnel du Nebraska | Élection de 2010 du 3e district congressionnel du Nebraska | Élection de 2010 du 3e district congressionnel du Nebraska | Élection de 2010 du 3e district congressionnel du Nebraska | Élection de 2010 du 3e district congressionnel du Nebraska |
| ---------------------------------------------------------- | ---------------------------------------------------------- | ---------------------------------------------------------- | ---------------------------------------------------------- | ---------------------------------------------------------- |
| Parti                                                      | Parti                                                      | Candidat                                                   | Votes                                                      | %                                                          |
|                                                            | Républicain                                                | Adrian Smith (sortant)                                     | 117 275                                                    | 70,12                                                      |
|                                                            | Démocrate                                                  | Robekah Davis                                              | 29 932                                                     | 17,9                                                       |
|                                                            | Indépendant                                                | Dan Hill                                                   | 20 036                                                     | 11,98                                                      |
| Total des votes                                            | Total des votes                                            | Total des votes                                            | 167 243                                                    | 100 %                                                      |
|                                                            | Les Républicains conservent                                |                                                            |                                                            |                                                            |

### 2012
| Élection de 2012 du 3e district congressionnel du Nebraska | Élection de 2012 du 3e district congressionnel du Nebraska | Élection de 2012 du 3e district congressionnel du Nebraska | Élection de 2012 du 3e district congressionnel du Nebraska | Élection de 2012 du 3e district congressionnel du Nebraska |
| ---------------------------------------------------------- | ---------------------------------------------------------- | ---------------------------------------------------------- | ---------------------------------------------------------- | ---------------------------------------------------------- |
| Parti                                                      | Parti                                                      | Candidat                                                   | Votes                                                      | %                                                          |
|                                                            | Républicain                                                | Adrian Smith (sortant)                                     | 187 423                                                    | 74,2                                                       |
|                                                            | Démocrate                                                  | Mark Sullivan                                              | 65 266                                                     | 25,8                                                       |
| Total des votes                                            | Total des votes                                            | Total des votes                                            | 252 689                                                    | 100 %                                                      |
|                                                            | Les Républicains conservent                                |                                                            |                                                            |                                                            |

### 2014
| Élection de 2014 du 3e district congressionnel du Nebraska | Élection de 2014 du 3e district congressionnel du Nebraska | Élection de 2014 du 3e district congressionnel du Nebraska | Élection de 2014 du 3e district congressionnel du Nebraska | Élection de 2014 du 3e district congressionnel du Nebraska |
| ---------------------------------------------------------- | ---------------------------------------------------------- | ---------------------------------------------------------- | ---------------------------------------------------------- | ---------------------------------------------------------- |
| Parti                                                      | Parti                                                      | Candidat                                                   | Votes                                                      | %                                                          |
|                                                            | Républicain                                                | Adrian Smith (sortant)                                     | 139 440                                                    | 75,4                                                       |
|                                                            | Démocrate                                                  | Mark Sullivan                                              | 45 524                                                     | 24,6                                                       |
| Total des votes                                            | Total des votes                                            | Total des votes                                            | 184 964                                                    | 100 %                                                      |
|                                                            | Les Républicains conservent                                |                                                            |                                                            |                                                            |

### 2016
| Élection de 2016 du 3e district congressionnel du Nebraska | Élection de 2016 du 3e district congressionnel du Nebraska | Élection de 2016 du 3e district congressionnel du Nebraska | Élection de 2016 du 3e district congressionnel du Nebraska | Élection de 2016 du 3e district congressionnel du Nebraska |
| ---------------------------------------------------------- | ---------------------------------------------------------- | ---------------------------------------------------------- | ---------------------------------------------------------- | ---------------------------------------------------------- |
| Parti                                                      | Parti                                                      | Candidat                                                   | Votes                                                      | %                                                          |
|                                                            | Républicain                                                | Adrian Smith (sortant)                                     | 226 720                                                    | 100,0                                                      |
| Total des votes                                            | Total des votes                                            | Total des votes                                            | 226 720                                                    | 100 %                                                      |
|                                                            | Les Républicains conservent                                |                                                            |                                                            |                                                            |

### 2018
| Élection de 2018 du 3e district congressionnel du Nebraska | Élection de 2018 du 3e district congressionnel du Nebraska | Élection de 2018 du 3e district congressionnel du Nebraska | Élection de 2018 du 3e district congressionnel du Nebraska | Élection de 2018 du 3e district congressionnel du Nebraska |
| ---------------------------------------------------------- | ---------------------------------------------------------- | ---------------------------------------------------------- | ---------------------------------------------------------- | ---------------------------------------------------------- |
| Parti                                                      | Parti                                                      | Candidat                                                   | Votes                                                      | %                                                          |
|                                                            | Républicain                                                | Adrian Smith (sortant)                                     | 163 650                                                    | 76,7                                                       |
|                                                            | Démocrate                                                  | Paul Theobald                                              | 49 654                                                     | 23,3                                                       |
| Total des votes                                            | Total des votes                                            | Total des votes                                            | 213 304                                                    | 100 %                                                      |
|                                                            | Les Républicains conservent                                |                                                            |                                                            |                                                            |

### 2020
| Élection de 2020 du 3e district congressionnel du Nebraska | Élection de 2020 du 3e district congressionnel du Nebraska | Élection de 2020 du 3e district congressionnel du Nebraska | Élection de 2020 du 3e district congressionnel du Nebraska | Élection de 2020 du 3e district congressionnel du Nebraska |
| ---------------------------------------------------------- | ---------------------------------------------------------- | ---------------------------------------------------------- | ---------------------------------------------------------- | ---------------------------------------------------------- |
| Parti                                                      | Parti                                                      | Candidat                                                   | Votes                                                      | %                                                          |
|                                                            | Républicain                                                | Adrian Smith (sortant)                                     | 225 157                                                    | 78,5                                                       |
|                                                            | Démocrate                                                  | Jay C. Stoddard                                            | 55 087                                                     | 23,13                                                      |
|                                                            | Libertarien                                                | Dustin C. Hobbs                                            | 10 923                                                     | 3,8                                                        |
| Total des votes                                            | Total des votes                                            | Total des votes                                            | 336 962                                                    | 100 %                                                      |
|                                                            | Les Républicains conservent                                |                                                            |                                                            |                                                            |

### 2022
| Primaire républicaine de 2022 du 3e district congressionnel du Nebraska | Primaire républicaine de 2022 du 3e district congressionnel du Nebraska | Primaire républicaine de 2022 du 3e district congressionnel du Nebraska | Primaire républicaine de 2022 du 3e district congressionnel du Nebraska | Primaire républicaine de 2022 du 3e district congressionnel du Nebraska |
| ----------------------------------------------------------------------- | ----------------------------------------------------------------------- | ----------------------------------------------------------------------- | ----------------------------------------------------------------------- | ----------------------------------------------------------------------- |
| Parti                                                                   | Parti                                                                   | Candidat                                                                | Votes                                                                   | %                                                                       |
|                                                                         | Républicain                                                             | Adrian Smith (sortant)                                                  | 89 453                                                                  | 76,0                                                                    |
|                                                                         | Républicain                                                             | Mike Calhoun                                                            | 28 243                                                                  | 24,0                                                                    |

| Primaire démocrate de 2022 du 3e district congressionnel du Nebraska | Primaire démocrate de 2022 du 3e district congressionnel du Nebraska | Primaire démocrate de 2022 du 3e district congressionnel du Nebraska | Primaire démocrate de 2022 du 3e district congressionnel du Nebraska | Primaire démocrate de 2022 du 3e district congressionnel du Nebraska |
| -------------------------------------------------------------------- | -------------------------------------------------------------------- | -------------------------------------------------------------------- | -------------------------------------------------------------------- | -------------------------------------------------------------------- |
| Parti                                                                | Parti                                                                | Candidat                                                             | Votes                                                                | %                                                                    |
|                                                                      | Démocrate                                                            | David Else                                                           | 8 701                                                                | 52,2                                                                 |
|                                                                      | Démocrate                                                            | Daniel Wik                                                           | 7 968                                                                | 47,8                                                                 |

| Élection de 2022 du 3e district congressionnel du Nebraska | Élection de 2022 du 3e district congressionnel du Nebraska | Élection de 2022 du 3e district congressionnel du Nebraska | Élection de 2022 du 3e district congressionnel du Nebraska | Élection de 2022 du 3e district congressionnel du Nebraska |
| ---------------------------------------------------------- | ---------------------------------------------------------- | ---------------------------------------------------------- | ---------------------------------------------------------- | ---------------------------------------------------------- |
| Parti                                                      | Parti                                                      | Candidat                                                   | Votes                                                      | %                                                          |
|                                                            | Républicain                                                | Adrian Smith (sortant)                                     | 172 700                                                    | 78,3                                                       |
|                                                            | Démocrate                                                  | David Else                                                 | 34 836                                                     | 15,8                                                       |
|                                                            | Legal Marijuana Now (en)                                   | Mark Elworth Jr.                                           | 13 016                                                     | 5,9                                                        |
| Total des votes                                            | Total des votes                                            | Total des votes                                            | TBD                                                        | 100 %                                                      |
|                                                            | Les Républicains conservent                                |                                                            |                                                            |                                                            |

### 2024
| Primaire républicaine de 2024 du 3e district congressionnel du Nebraska | Primaire républicaine de 2024 du 3e district congressionnel du Nebraska | Primaire républicaine de 2024 du 3e district congressionnel du Nebraska | Primaire républicaine de 2024 du 3e district congressionnel du Nebraska | Primaire républicaine de 2024 du 3e district congressionnel du Nebraska |
| ----------------------------------------------------------------------- | ----------------------------------------------------------------------- | ----------------------------------------------------------------------- | ----------------------------------------------------------------------- | ----------------------------------------------------------------------- |
| Parti                                                                   | Parti                                                                   | Candidat                                                                | Votes                                                                   | %                                                                       |
|                                                                         | Républicain                                                             | Adrian Smith (sortant)                                                  | 68 056                                                                  | 74,1                                                                    |
|                                                                         | Républicain                                                             | John Walz                                                               | 17 060                                                                  | 18,6                                                                    |
|                                                                         | Républicain                                                             | Robert McCuiston                                                        | 6 654                                                                   | 7,2                                                                     |

| Primaire démocrate de 2024 du 3e district congressionnel du Nebraska | Primaire démocrate de 2024 du 3e district congressionnel du Nebraska | Primaire démocrate de 2024 du 3e district congressionnel du Nebraska | Primaire démocrate de 2024 du 3e district congressionnel du Nebraska | Primaire démocrate de 2024 du 3e district congressionnel du Nebraska |
| -------------------------------------------------------------------- | -------------------------------------------------------------------- | -------------------------------------------------------------------- | -------------------------------------------------------------------- | -------------------------------------------------------------------- |
| Parti                                                                | Parti                                                                | Candidat                                                             | Votes                                                                | %                                                                    |
|                                                                      | Démocrate                                                            | Daniel Ebers                                                         | 7845                                                                 | 52,7                                                                 |
|                                                                      | Démocrate                                                            | David J. Else                                                        | 6 973                                                                | 46,9                                                                 |

| Élection de 2024 du 3e district congressionnel du Nebraska | Élection de 2024 du 3e district congressionnel du Nebraska | Élection de 2024 du 3e district congressionnel du Nebraska | Élection de 2024 du 3e district congressionnel du Nebraska | Élection de 2024 du 3e district congressionnel du Nebraska |
| ---------------------------------------------------------- | ---------------------------------------------------------- | ---------------------------------------------------------- | ---------------------------------------------------------- | ---------------------------------------------------------- |
| Parti                                                      | Parti                                                      | Candidat                                                   | Votes                                                      | %                                                          |
|                                                            | Républicain                                                | Adrian Smith (sortant)                                     | 243 481                                                    | 80,42                                                      |
|                                                            | Démocrate                                                  | Daniel Ebers                                               | 59 287                                                     | 19,58                                                      |
| Total des votes                                            | Total des votes                                            | Total des votes                                            | 302 768                                                    | 100 %                                                      |
|                                                            | Les Républicains conservent                                |                                                            |                                                            |                                                            |